# Лос-Ветеранос II (Техас)
Лос-Ветеранос II (англ. Los Veteranos II) — переписна місцевість (CDP) в США, в окрузі Вебб штату Техас. Населення — 11 осіб (2020).

## Географія
Лос-Ветеранос II розташований за координатами 27°46′16″ пн. ш. 99°26′36″ зх. д. / 27.77111° пн. ш. 99.44333° зх. д. (27.771134, -99.443309).  За даними Бюро перепису населення США в 2010 році переписна місцевість мала площу 0,41 км², уся площа — суходіл.

## Демографія
Згідно з переписом 2010 року, у переписній місцевості мешкали 24 особи в 11 домогосподарстві у складі 7 родин. Густота населення становила 58 осіб/км².  Було 20 помешкань (49/км²).
Расовий склад населення:
| - 95,8 % — білих - 4,2 % — корінних американців |

До двох чи більше рас належало 0,0 %. Частка іспаномовних становила 95,8 % від усіх жителів.
За віковим діапазоном населення розподілялося таким чином: 25,0 % — особи молодші 18 років, 62,5 % — особи у віці 18—64 років, 12,5 % — особи у віці 65 років та старші. Медіана віку мешканця становила 42,5 року. На 100 осіб жіночої статі у переписній місцевості припадало 84,6 чоловіків;  на 100 жінок у віці від 18 років та старших — 125,0 чоловіків також старших 18 років.
Цивільне працевлаштоване населення становило 28 осіб. Основні галузі зайнятості: освіта, охорона здоров'я та соціальна допомога — 21,4 %.